# Una mujer por caminos de España
Una mujer por caminos de España es un libro publicado en Buenos Aires en 1952. Un año después apareció en México D.F. Gregorio y yo, medio siglo de colaboración. Ambos libros son las memorias autobiográficas de la dramaturga, feminista y política socialista española María Lejárraga. Escribió ambos libros en el exilio en Francia entre 1948 y 1952.

## Contexto
En Una mujer por caminos de España narra de forma episódica momentos vividos en su vida como propagandista y candidata del Partido Socialista Obrero Español (PSOE). En Gregorio y yo se centra en lo que había sido su vida con su marido Gregorio Martínez Sierra quien había firmado siempre las obras escritas por ella. Describe escritores, amigos y músicos con los que se relacionó y colaboró estrechamente escribiendo comedias, novelas y libretos.
Cuando en 1947 murió Gregorio Martínez Sierra, ella tuvo que empezar a publicar con su nombre, aunque tomando los apellidos de su esposo, siendo por tanto, María Martínez Sierra. Reclamó la autoría de la obra antes publicada bajo seudónimo para poder cobrar los derechos de autor que la Sociedad de Autores Española pagaba a Gregorio.
Dividió sus memorias en dos libros por una clara intención. Una mujer tenía como título original España triste pero como sabía que la censura franquista no se lo iba a dejar publicar escribió Gregorio y yo, cuyo primer título fue Horas serenas. Medio siglo de colaboración en el que no incluyó nada de política ni religión. La censura, sin embargo, también le prohibió Gregorio y yo, esto le obligó a publicarlo en México.

## Sinopsis

### Una mujer por caminos de España
Este texto iba en principio dirigido al público de Estados Unidos. Durante cuatro años, Lejárraga recorrió España dando mítines y conferencias, experiencia que recoge en el libro donde también abundan las meditaciones surgidas en su toma de contacto con el pueblo y con las mujeres en particular. Aunque los mítines rememorados en el libro estaban dirigidos a todo el pueblo, se enfocaba principalmente en convencer a las mujeres de los beneficios de elegir un gobierno socialista. El primer acto de propaganda política que relata la autora tuvo lugar en un pueblo manchego en 1932. Ella se considera "socialista por puro realismo" debido a las experiencias que presenció desde su infancia, como la miseria de las personas atendidas por su padre, un médico rural, y las dificultades de la clase media. En 1933, se convirtió en candidata a diputada por la provincia de Granada, aprovechando el recién adquirido derecho al sufragio femenino. Durante la campaña electoral de 1936, la autora relata con detalle un mitin que dio en El Ferrol.
La autora enfrentaba obstáculos como la falta de un local adecuado para pronunciar sus discursos y la reacción del público en la mayoría de los mítines que recuerda. Eventualmente, se daba cuenta de que sus discursos debían dirigirse principalmente a las mujeres para combatir la resignación y el fatalismo que algunas expresaban.

### Gregorio y yo
En la introducción anuncia el enfoque de sus memorias. Utiliza un tono idealizado y romántico al describir la aventura de "dos mentes gemelas" que han pasado por diferentes etapas de la vida en busca de una forma de belleza particular. Menciona que ha titulado el preámbulo de su libro "Horas serenas" porque son las únicas que desea recordar. El libro se centra en resaltar sus éxitos literarios, lo que enfatiza la supremacía de su relación intelectual con Gregorio sobre su relación íntima.
Comienza con la formación del futuro dramaturgo. En pocas páginas cubre la boda y los primeros experimentos literarios de la pareja. Después de completar esta sección sobre los antecedentes literarios y el "nacimiento" del nuevo dramaturgo, la autora considera que ha terminado el retrato íntimo del nuevo ser. El resto del libro, que consta de más de doscientas páginas, se dedica a documentar el éxito público del personaje. Para lograr esto, entrelaza su narración dentro de la historia de un grupo de intelectuales españoles con los que ellos se relacionaban. Aunque esta sección más extensa también es autobiográfica, evita adentrarse en el terreno íntimo.
Reivindica su lugar e importancia en la escena dramática española. Se sitúa dentro de la generación del 98. Se presenta como una autoridad en el teatro al demostrar su conocimiento de la escena teatral contemporánea y ofrecer su poética teatral, enfatizando la necesidad de eliminar lo retórico y lo accesorio. Además, destaca su relación con autores como Benito Pérez Galdós, Jacinto Benavente, Santiago Rusiñol y los Álvarez Quintero, su colaboración con músicos como José María Usandizaga, a quien ella y Gregorio apoyaron cuando era un autor novel, y Manuel de Falla, cuyo éxito con El amor brujo tuvo su origen en un proyecto conjunto. La autora también menciona su amistad con Ramón Pérez de Ayala, Eugenio d'Ors y Juan Ramón Jiménez. En particular, destaca que en su casa se comprometieron Zenobia Camprubí y Juan Ramón Jiménez.